# 新琴似幼稚園
新琴似幼稚園（しんことにようちえん）は、北海道札幌市北区新琴似8条3丁目にある私立幼稚園。